# Universidad Carolina
La Universidad Carolina (en checo Univerzita Karlova y en latín Universitas Carolina) fundada en 1348 en Praga (Bohemia), actualmente en la República Checa, es la universidad más antigua y una de las universidades más prestigiosas en la Europa Central y del Este.
Fundada a finales de los años de 1340, se cuenta entre las universidades más antiguas de Europa y es la primera universidad en la Europa Central. Su sello muestra a Carlos IV, Emperador (con sus escudos de armas como  Santo Emperador Romano Germánico y Rey de Bohemia) arrodillándose delante de San Wenceslao (al lado del bohemio), rodeado por la inscripción Sigillum Universitatis Scolarium Studii Pragensis (en castellano: Sello de la academia de Praga, en checo: Pečeť studentské obce pražského učení).
La sede histórica y el recinto ceremonial es el Carolinum, un palacio ocupado por la universidad desde 1383, que antes perteneció al banquero aristócrata Johlin Rotlev.

## Información académica

### Organización
La universidad comprende 17 facultades:
- Facultad de Teología Católica
- Facultad de Teología Protestante
- Facultad de Teología Husita
- Facultad de Leyes
- 1.ª Facultad de Medicina
- 2ª Facultad de Medicina
- 3ª Facultad de Medicina
- Facultad de Medicina de Plzeň
- Facultad de Medicina de Hradec Králové
- Facultad de Farmacéutica de Hradec Králové
- Facultad de Artes y Filosofía
- Facultad de Ciencias
- Facultad de Física y Matemáticas
- Facultad de Educación
- Facultad de Ciencias Sociales
- Facultad de Educación Física y Deportes.
- Facultad de Humanidades

### Publicaciones
La Facultad de Filosofía de la Universidad Carolina, a través de su Centro de Estudios Ibero-Americanos, publica la revista científica Ibero-Americana Pragensia, que recoge investigaciones sobre la historia y la literatura de Iberoamérica. La revista se fundó en el año 1967 y tiene una periodicidad anual. La mayor parte de los artículos se publican en lengua española, pero también recoge artículos en inglés, portugués y checo. La revista es de este modo la más antigua revista científica en lengua española publicada en Europa Oriental.

## Alumnos y académicos destacados
Entre los alumnos destacados de la Universidad Carolina se encuentran: Nikola Tesla, Max Brod, Franz Kafka, Rainer Maria Rilke, Vincenc Strouhal y Milan Kundera, además de los Premio Nobel de Química Carl Ferdinand Cori, Gerty Cori y Jaroslav Heyrovský. 
Entre muchos académicos de renombre se pueden mencionar: Jan Hus, Jan Jesenius, Johannes Kepler, Tycho Brahe, Christian Andreas Doppler y Albert Einstein.

## Historia

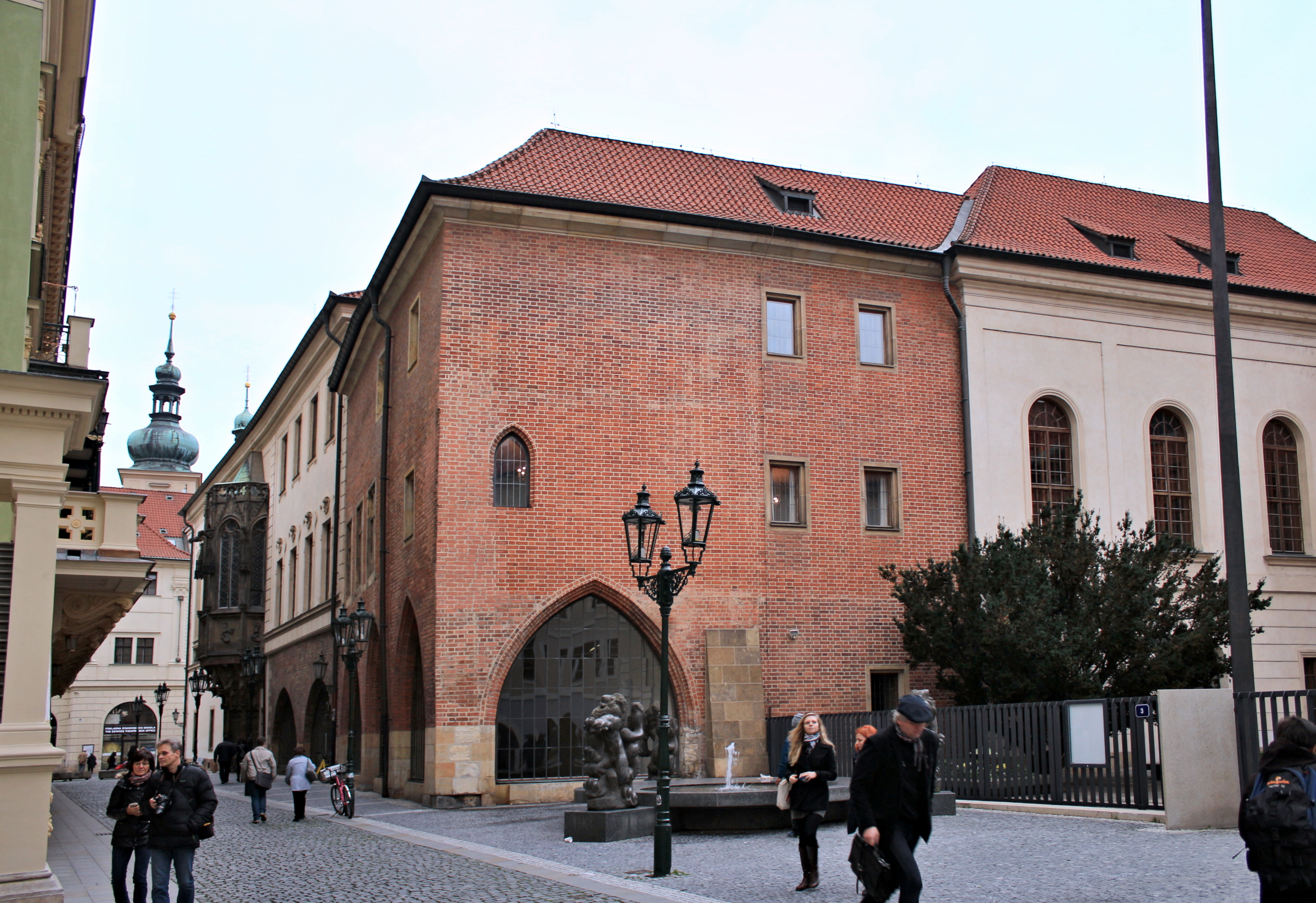
Auditorio máximo del Collegium Carolinum (fundado en 1366), en la actualidad.

### Universidad medieval (1349-1419)
La creación de una universidad medieval en Praga fue inspirada por el emperador del Sacro Imperio Romano Carlos IV. Se lo pidió a un amigo y aliado, el papa Clemente VI. El 26 de enero de 1347 el papa emitió la bula por la que se establecía una universidad en Praga, siguiendo el modelo de la Universidad de París, con el número completo (4) de facultades, es decir, incluyendo una facultad teológica. El 7 de abril de 1348 Carlos, rey de Bohemia, concedió a la universidad establecida privilegios e inmunidades frente al poder secular en una Bula de Oro y el 14 de enero de 1349 lo repitió como Rey de los Romanos. La mayoría de las fuentes checas desde el siglo XIX -enciclopedias, historias generales, materiales de la propia universidad- prefieren dar 1348 como año de fundación de la universidad, en lugar de 1347 o 1349. Ello se debió a un cambio anticlerical en el siglo XIX, compartido tanto por checos como por alemanes.

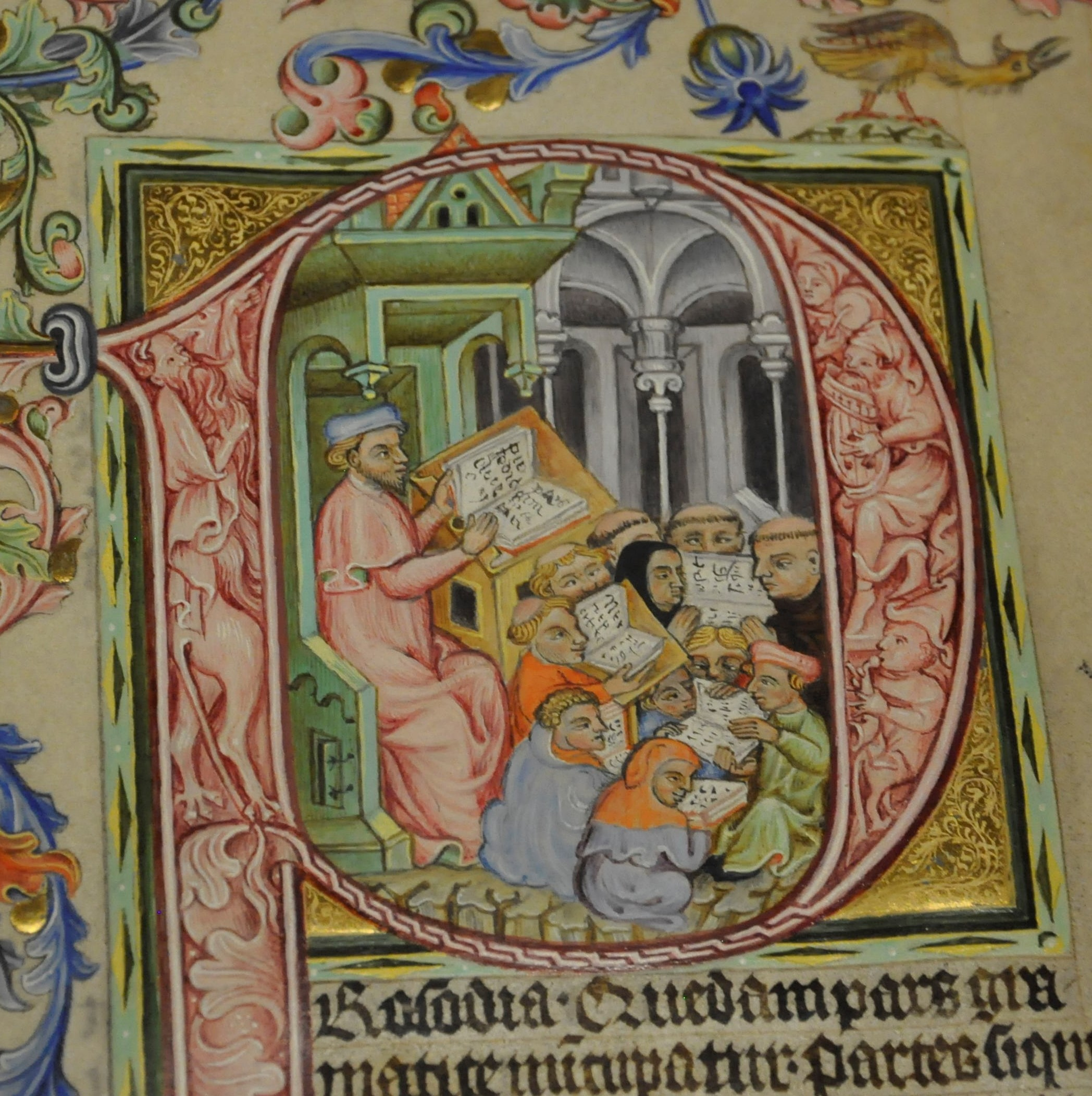
Profesor y alumnos en un manuscrito medieval de Bohemia.

La universidad se inauguró en 1349. Para su organización se utilizaron como modelos las universidades de Bolonia, Nápoles y París. Los estudios se iniciaban en la Facultad de Artes y podían continuar en las facultades de Derecho, Medicina o Teología. Para tomar decisiones acerca del destino de la universidad, los estudiantes y profesores fueron divididos en cuatro “pueblos”: checo, bávaro, polaco y sajón. El pueblo checo incluía los habitantes de Bohemia y Moravia, los eslavos del sur y los habitantes del Reino de Hungría. El bávaro incluía a los austríacos, los polacos, los rusos y los habitantes de Franconia, Renania y Suabia; el sajón incluía a los habitantes de Turingia, Margraviato de Meissen, Sajonia, Suecia y Dinamarca.  Los estudiantes de nacionalidad checa formaban entre el 16 y el 20% del total de los estudiantes. El arzobispo Arnošt de Pardubice tomó parte activa en la fundación obligando al clero a contribuir y se convirtió en canciller de la universidad (es decir, director o gerente).
El primer graduado fue promovido en 1359. Las clases se impartían en las facultades, de las cuales la más antigua llevaba el nombre del rey, el Carolinum, creada en 1366. En 1372 la Facultad de Derecho se convirtió en una universidad independiente.
En 1402 Jerónimo de Praga en Oxford copió el Dialogus y el Trialogus de John Wycliffe. El decano de la facultad de filosofía, Jan Hus, tradujo el Trialogus a la lengua checa. En 1403 la universidad prohibió a sus miembros seguir las enseñanzas de Wycliffe, pero su doctrina siguió ganando popularidad.
En el Cisma de Occidente, la nación bohemia tomó partido por el rey Wenceslao y apoyó el Concilio de Pisa (1409). Las otras naciones de la universidad declararon su apoyo al bando del Papa Gregorio XII, por lo que la votación fue 1:3 contra los bohemios. Hus y otros bohemios, sin embargo, se aprovecharon de la oposición de Wenceslao a Gregorio. Mediante el Decreto de Kutná Hora (en alemán: Kuttenberg) del 18 de enero de 1409, el rey subvirtió la constitución universitaria concediendo tres votos a los maestros bohemios. Sólo quedaba un voto para las otras tres naciones juntas, frente a un voto por cada nación antes. El resultado de este golpe fue la emigración de profesores y estudiantes extranjeros (en su mayoría alemanes), que fundaron la Universidad de Leipzig en mayo de 1409. Antes, en 1408, la universidad contaba con unos 200 doctores y maestros, 500 bachilleres y 30.000 estudiantes [cita requerida]; ahora perdía gran parte de este número, los relatos de la pérdida varían entre 5000 y 20.000 [cita requerida], incluidos 46 profesores.
En 1409 el rey checo Wenceslao de Luxemburgo reformuló los derechos de la universidad en favor de los checos, razón por la cual la mayoría de los profesores y estudiantes extranjeros se trasladó a la Universidad de Leipzig y a otras. Hus fue elegido rector de la universidad checa. La universidad retrocedió y se convirtió en una institución regional con un estatus muy bajo. Pronto, en 1419, desaparecieron las facultades de Teología y Derecho, y sólo quedó en pie la facultad de Letras.

### Despotismo ilustrado
El alemán sustituyó al latín como nueva lengua de estudio, lo cual hizo que la tensión entre checos y alemanes aumentara en la segunda mitad del siglo XIX. En el año 1882 la universidad fue dividida en dos: checa y alemana. En la alemana impartían clases los científicos Ernst Mach, Christian Doppler y Albert Einstein; en la checa, el presidente posterior de Checoslovaquia, Tomáš Masaryk.
Pronto quedó claro que ni los bohemios de habla alemana ni los checos estaban satisfechos con el sistema bilingüe que la universidad había establecido tras las revoluciones de 1848. Los checos también se negaron a apoyar la idea de la reinstitución de las naciones estudiantiles de 1349, y en su lugar declararon su apoyo a la idea de mantener la universidad unida, pero dividiéndola en facultades separadas, una alemana y otra checa. Esto permitiría a alemanes y checos conservar las tradiciones colectivas de la universidad. Los germanoparlantes, sin embargo, vetaron rápidamente esta propuesta, prefiriendo una universidad puramente alemana: propusieron dividir la Universidad Charles-Ferdinand en dos instituciones separadas.

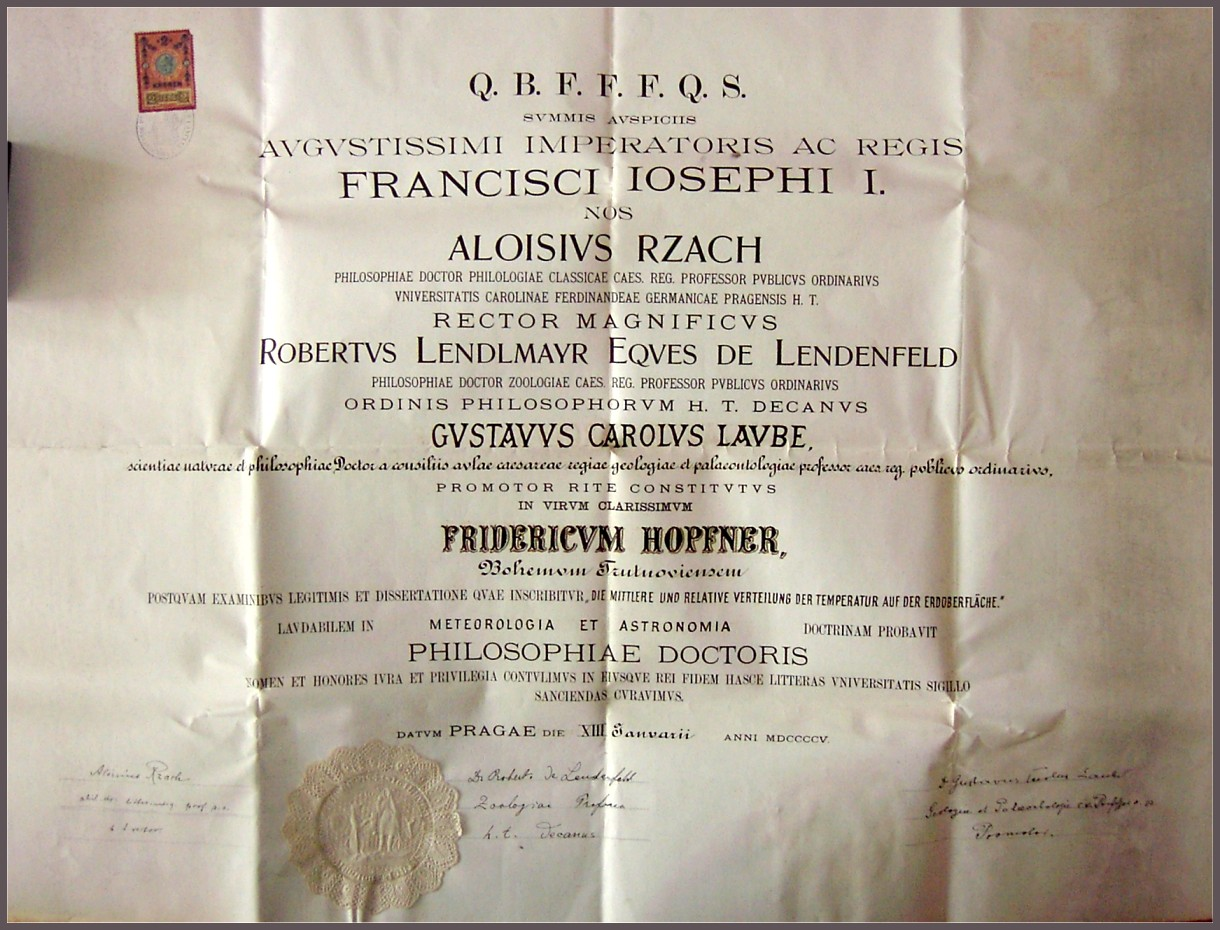
Diploma de doctorado del astrónomo Friedrich Hopfner, expedido en 1905 por la Universidad alemana Charles-Ferdinand de Praga.

Tras largas negociaciones, la Charles-Ferdinand se dividió en una Universidad Alemana Charles-Ferdinand (en alemán: Deutsche Karl-Ferdinands-Universität) y una Universidad Checa Charles-Ferdinand (en checo: Česká universita Karlo-Ferdinandova) mediante una ley del Consejo Imperial, que el emperador Francisco José sancionó el 28 de febrero de 1882. Cada sección era totalmente independiente de la otra y gozaba de igual estatus. Las dos universidades compartían los institutos médicos y científicos, la antigua insignia, el aula, la biblioteca y el jardín botánico, pero las instalaciones comunes eran administradas por la Universidad Alemana. El primer rector de la Universidad Checa fue Václav Vladivoj Tomek.
En 1890, la Real e Imperial Universidad Checa Carlos Fernando contaba con 112 profesores y 2.191 estudiantes y la Real e Imperial Universidad Alemana Carlos Fernando con 146 profesores y 1.483 estudiantes. Ambas universidades tenían tres facultades; la Facultad de Teología siguió siendo la común hasta 1891, año en que también se dividió. En el semestre de invierno de 1909-10 la Universidad Alemana Carlos Fernando contaba con 1.778 estudiantes; éstos se dividían en: 58 estudiantes de teología, tanto para el sacerdocio secular como para las órdenes religiosas; 755 estudiantes de derecho; 376 de medicina; 589 de filosofía. Entre los estudiantes había unas 80 mujeres. Los profesores se repartían de la siguiente manera: teología, 7 catedráticos, 1 ayudante, 1 docente; derecho, 12 catedráticos, 2 ayudantes, 4 docentes; medicina, 15 catedráticos, 19 ayudantes, 30 docentes; filosofía, 30 catedráticos, 8 ayudantes, 19 docentes, 7 conferenciantes. En el semestre de invierno de 1909-10, la Universidad Checa Charles-Ferdinand contaba con 4.319 estudiantes; de ellos, 131 eran estudiantes de teología pertenecientes tanto al clero secular como al regular; 1.962 estudiantes de derecho; 687 de medicina; 1.539 de filosofía; 256 estudiantes eran mujeres. El profesorado se repartía de la siguiente manera: facultad de teología, 8 profesores titulares, 2 docentes; derecho, 12 titulares, 7 ayudantes, 12 docentes; medicina, 16 titulares, 22 ayudantes, 24 docentes; filosofía, 29 titulares, 16 ayudantes, 35 docentes, 11 conferenciantes.
El punto álgido de la Universidad Alemana fue la época anterior a la Primera Guerra Mundial, cuando acogió a científicos de renombre mundial como el físico y filósofo Ernst Mach, Moritz Winternitz y Albert Einstein. Además, entre los estudiantes de lengua alemana figuraban personalidades como los futuros escritores Max Brod, Franz Kafka y Johannes Urzidil. La "Lese- und Redehalle der deutschen Studenten in Prag" ("Sala de lectura y conferencias de los estudiantes alemanes en Praga"), fundada en 1848, fue un importante centro social y científico. Su biblioteca contenía en 1885 más de 23.519 libros y ofrecía 248 revistas científicas, 19 diarios, 49 publicaciones periódicas y 34 periódicos de entretenimiento. Se celebraban conferencias periódicas sobre temas científicos y políticos.
Incluso antes de que el Imperio austrohúngaro fuera abolido a finales de 1918, para ser sucedido por Checoslovaquia, los políticos checos exigieron que las insignias de 1348 fueran conservadas exclusivamente por la universidad checa[cita requerida] La Ley n.º 197/1919 Sb. z. a n. estableció la Facultad Teológica Protestante, pero no como parte de la Universidad Carolina[21] (Eso cambió el 10 de mayo de 1990, cuando finalmente se convirtió en una facultad de la universidad.)
En 1920 se promulgó la llamada Lex Mareš (núm. 135/1920 Sb. z. a n.), llamada así por su iniciador, el catedrático de Fisiología František Mareš, que determinaba que la universidad checa debía ser la sucesora de la universidad original. Abandonando el nombre de Fernando de Habsburgo, se autodenominó Universidad Carolina, mientras que la universidad alemana no se nombraba en el documento, pasando a llamarse oficialmente Universidad Alemana de Praga (en alemán: Deutsche Universität Prag).
En 1921, los bohemios de habla alemana consideraron la posibilidad de trasladar su universidad a Liberec (en alemán: Reichenberg), en el norte de Bohemia. En 1930, unos 42.000 habitantes de Praga hablaban alemán como lengua materna, mientras que millones vivían en el norte, sur y oeste de Bohemia, en la Silesia checa y en partes de Moravia cercanas a las fronteras con Austria y Alemania.

### Checoslovaquia

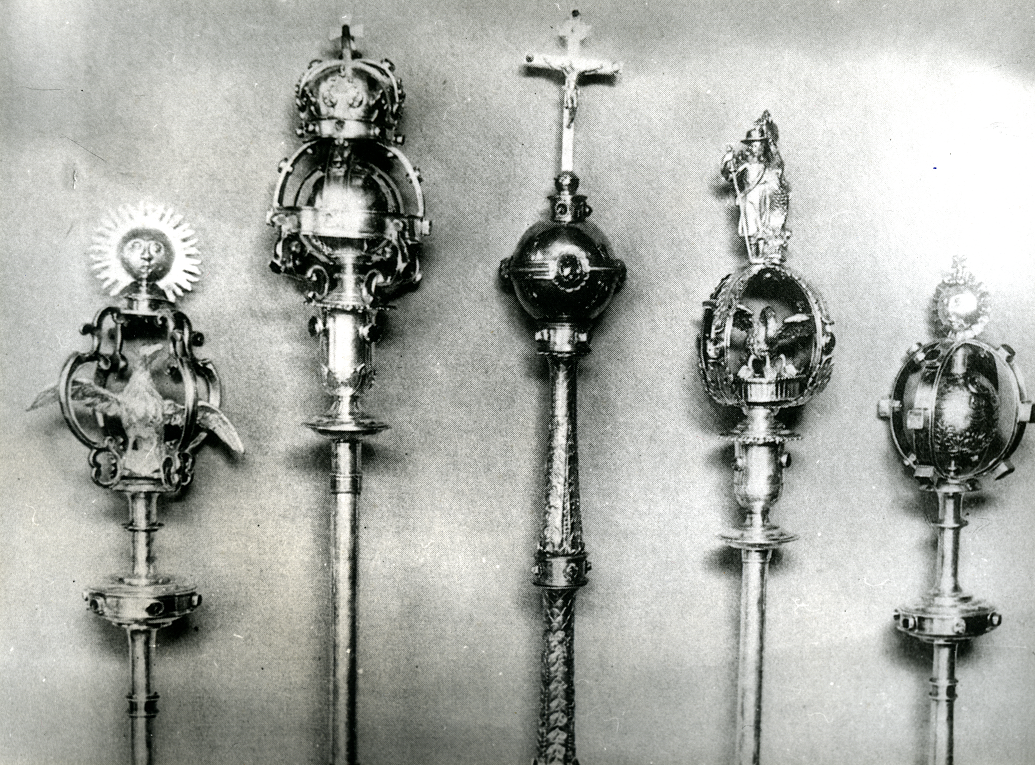
Detalle de la insignia robada de la Universidad Carolina. Desde la izquierda: Cetro de la Facultad de Teología, de la Facultad de Derecho, cetro del Rector, cetro de la Facultad de Medicina y de la Facultad de Filosofía.

Durante la existencia de Checoslovaquia se construyeron varios edificios nuevos y se extendió la enseñanza para mujeres. Después de la ocupación militar alemana y las manifestaciones estudiantiles, la universidad checa fue cerrada y las propiedades de la Universidad Carolina fueron adquiridas por la universidad alemana.
Al final de la guerra, en 1945, los nazis robaron las insignias históricas de la Universidad Carolina (la cadena del rector, los cetros de las distintas facultades, el sello de la universidad, los documentos históricos de la fundación de la universidad, los libros y documentos históricos, etc.). Hasta la fecha no se ha encontrado ninguno de estos objetos históricos.

### Después del año 1945
Al final de la Segunda Guerra Mundial, la universidad alemana fue suprimida y sus propiedades fueron nuevamente adquiridas por la Universidad Carolina. En 1948, los comunistas llegaron al poder e introdujeron algunas reformas escolares según el ejemplo soviético. 
Después de la Revolución de Terciopelo en 1989, se introdujeron la libertad académica y las elecciones de funcionarios públicos.

## Situación actual

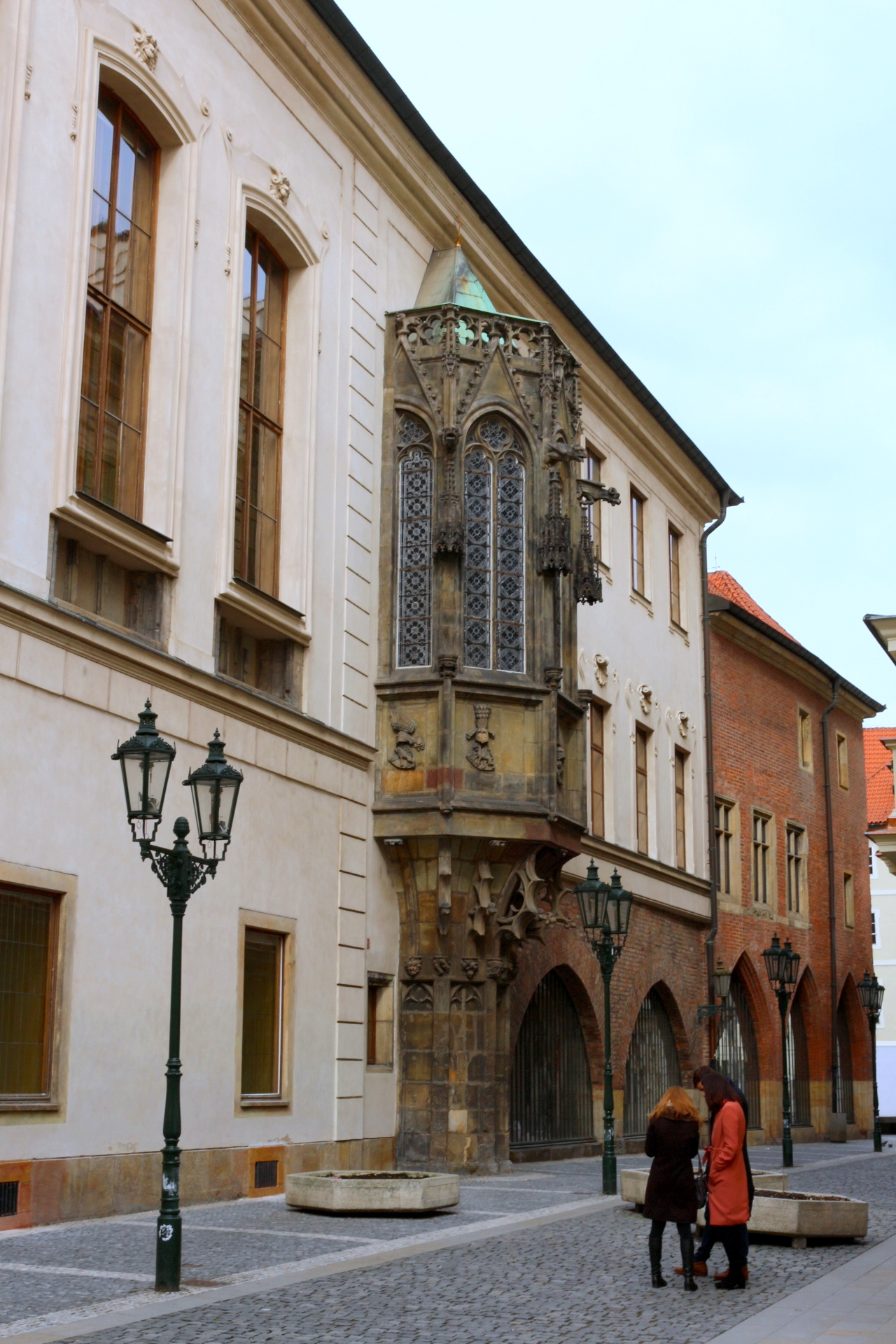
El Colegio Karolinum, del, en la actualidad.

En el año 2009 estaban matriculados en la Universidad Carolina 52 842 estudiantes en 625 carreras, de los cuales 7972 realizaban el grado de doctor y más de 7000 estudiantes eran extranjeros. Durante ese mismo año la universidad recibió 61 621 solicitudes de inscripción, de las cuales aceptó a 18 020 nuevos estudiantes. El desempleo de sus graduados es de un 1,6%, al igual que la Universidad de Economía de Praga.

## Asociaciones y cooperaciones

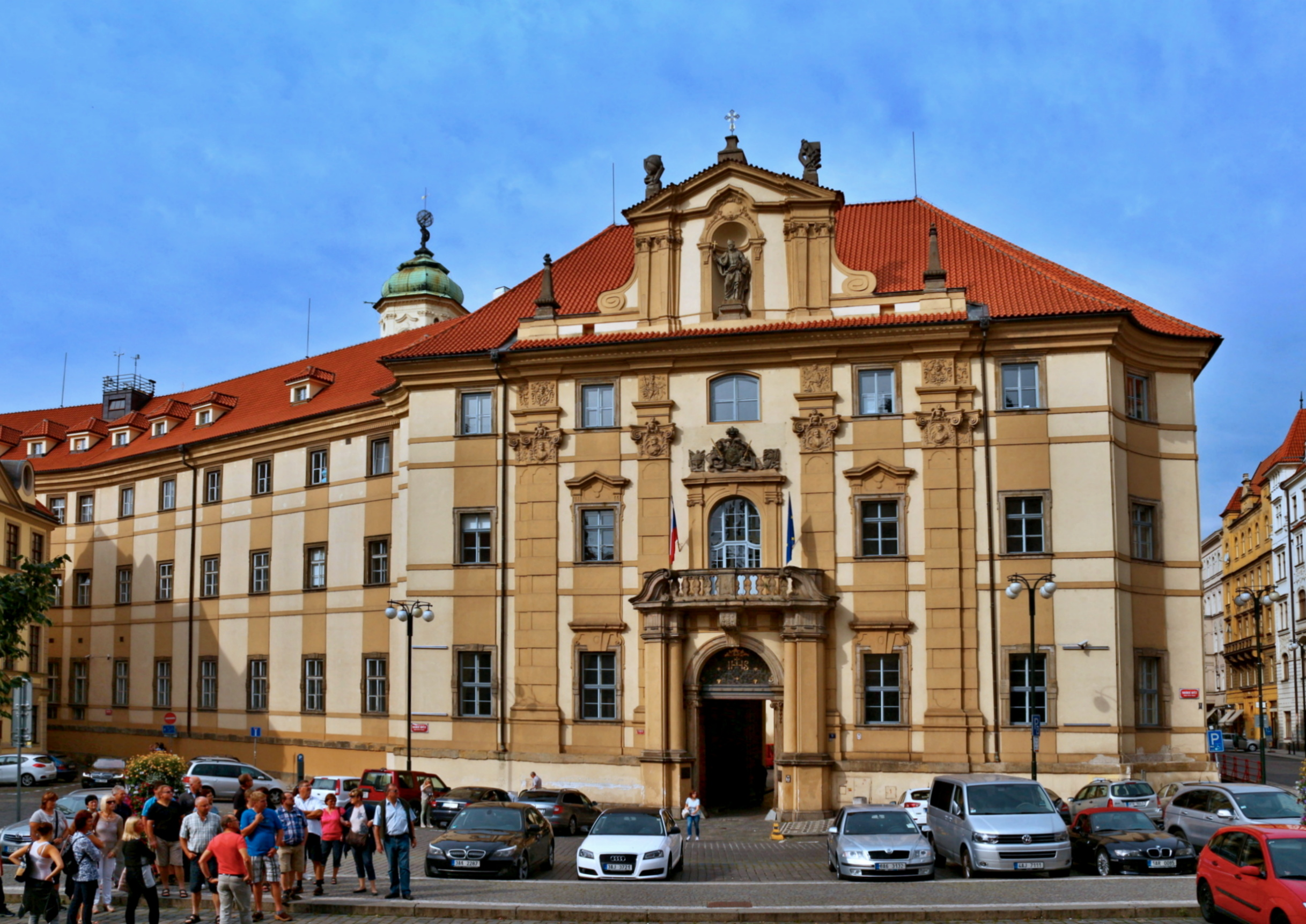
El edificio llamado Klementinum.

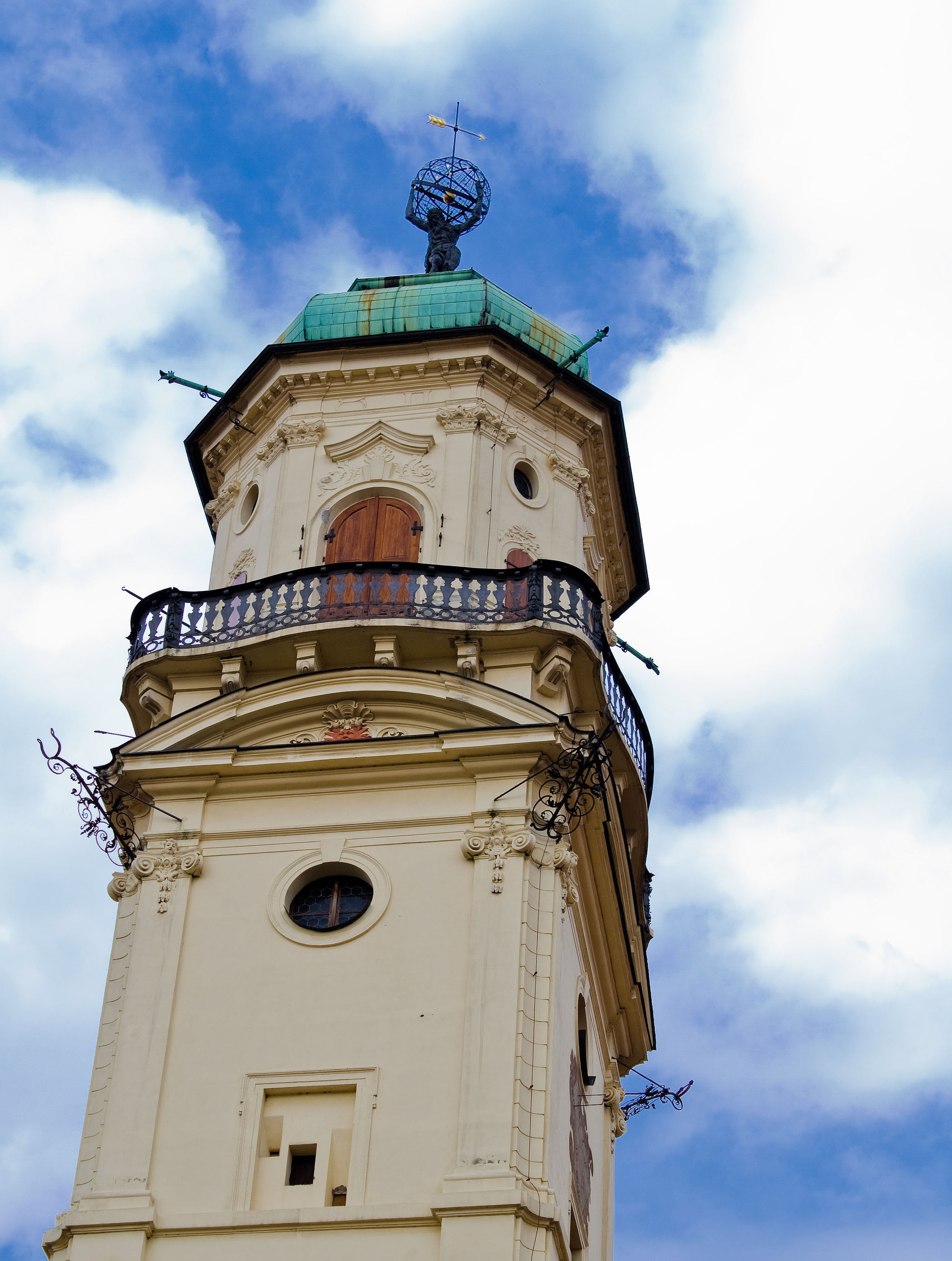
La Torre de observación astronómica.

### Asociaciones internacionales
- Observatorio de la Magna Charta (Magna Charta Observatory)
- Foro Internacional de Universidades Públicas (International Forum for Public Universities)
- Grupo Coimbra
- Conferencia de Rectores del Danubio (Donaurektorenkonferenz)
- Asociación Europea para la Educación Internacional
- Asociación Europea de Universidades
- Europaeum
- Asociación Internacional de Universidades
- OCDE/IMHE - Programa sobre gestión institucional en la enseñanza superior
- Red Institucional de las Universidades de las Capitales de Europa (UNICA)

### Asociaciones estratégicas
- Australia: Universidad de Melbourne
- Bélgica: Katholieke Universiteit Leuven
- Brasil: Universidade de São Paulo
- China: Universidad de Pekín
- Alemania: Universidad Humboldt de Berlín, Universidad de Colonia, Universidad Ruprecht Karls de Heidelberg, Universidad de Bayreuth
- Inglaterra: Universidad de Oxford
- Israel: Universidad Hebrea de Jerusalén
- Canadá: Universidad McGill
- Países Bajos: Universidad de Leiden
- Austria: Universidad de Viena
- Polonia: Universidad Jagelónica
- Suecia: Instituto Karolinska